# Ermida de Nossa Senhora da Nazaré (Nordeste)
A Ermida de Nossa Senhora da Nazaré (Nordeste) é um templo cristão português localizado no concelho do nordeste, ilha açoriana de São Miguel.